# Xero
Xero é uma demo gravada pela banda de nome Xero e lançada em 1997, banda essa que posteriormente tornou-se o Hybrid Theory e depois o Linkin Park.
Ela foi enviada a algumas gravadoras, que recusaram o contrato, e algumas cópias foram distribuídas gratuitamente para alguns fans em um show pequeno da banda. Está fita e suas cópias hoje são extremamente raras e valiosas (muito mais que o Hybrid Theory EP), podem ser encontradas raramente no eBay e com altos preços variando entre US$ 2,750.00, fitas simples até US$ 5,000.00, fitas autografadas pelos integrantes. Tinha Mark Wakefield nos vocais, no lugar de Chester Bennington.

## História
Xero (pronúncia: "Zirou") foi o primeiro nome da banda Linkin Park, formada em 1996, antes da entrada do vocalista Chester Bennington. A banda gravou um tape para tentar contrato com uma gravadora, o que não veio a acontecer. O nome desse tape seria Xero. Hoje a versão original desse tape vale fortunas.
No entanto Mark Wakefield teve que sair da banda por problemas pessoais, e para seu lugar veio Chester Charles Bennington. Phoenix também saiu para participar de uma turnê de sua outra banda, esse só voltaria quando o Xero mudaria seu nome para Linkin Park e lançado o álbum Hybrid Theory em homenagem ao antigo nome. Com a chegada de Chester, mudaram o nome da banda para Hybrid Theory, mas por problemas legais mudaram para Linkin Park. Também com Chester a banda acertaria contrato com a gravadora Warner, e ali virando sucesso.

## Faixas
Lado A
1. "Rhinestone" - 3:38
2. "Reading My Eyes" - 2:56

Lado B
1. "Fuse" - 3:16
2. "Stick N' Move" - 2:44